# Přejezd Kassandra
Přejezd Kassandra (The Cassandra Crossing) je italský film natočený v koprodukci USA a Velké Británie, který režíroval George P. Cosmatos v roce 1976.

## Děj
Pasažéři cestující mezinárodním expresem ze Ženevy do Stockholmu jsou nakaženi virem, který mezi pasažéry rozšířil, po nezdařeném atentátu na fiktivní „International Health Organization“, bojovník za práva zvířat. Po objevení nákazy je vlak přesměrován na jinou trať a v Norimberku je hermeticky uzavřen a cestujícím je zamezen výstup z vlaku. Poté je vlak naveden na starou železniční trať. Ta vede i přes starý železniční most Cassandra v Polsku, který už dávno nevyhovuje předpisům. Cílem nové cesty se má stát železniční stanice Janov. Skupinka lidí, vedená dr. Jonathanem Chamberlainem (Richard Harris) se pokusí o to, aby vlak na tento most nevjel.

## Obsazení
| Richard Harris | dr. Jonathan Chamberlain        |
| Sofie Loren    | Jennifer Rispoli Chamberlainová |
| Ava Gardner    | Nicole Dresslerová              |
| Martin Sheen   | Robby Navarro                   |
| Ingrid Thulin  | dr. Elena Stradnerová           |
| Lee Strasberg  | Herman Kaplan                   |
| Gabriel Yorke  | Alan Yates                      |

## Místa natáčení
Most, který je vyobrazen ve filmu, je vlastně viadukt Garabit v jižní Francii, postavený v letech 1880 až 1884 Gustavem Eiffelem.